# Китайский театр (Царское Село)
Китайский театр, прежде называвшийся Каменной оперой, — руинированное здание придворного летнего театра, расположенное слева от входа в Александровский парк Пушкина. Как и близлежащая Китайская деревня, театр был спроектирован Антонио Ринальди в рамках принятого в эпоху рококо пристрастия к «китайщине».

## История
Проект театра разработал А. Ринальди в 1777 году.
Строительство здания началось в 1778 году (после выделения средств) и велось в течение года под присмотром И. В. Неелова. Реализованный Нееловым проект (изменённый в сравнении с оригинальным) вполне укладывался в рамки европейской архитектурной традиции. Черты экзотики привносили загнутые кверху на восточноазиатский манер углы кровли и пёстрый карниз, до XX века не сохранившийся.
В интерьере китайскую тему продолжали золотистый шёлковый занавес со сценками из жизни Поднебесной (созданный Иосифом Кристом), а также подборка привозного декоративно-прикладного искусства. Ложи были пышно украшены деталями из цветного картона, а фоном для них служила блестящая фольга. При оформлении плафона, сцены и лож использовались фигуры китайцев, драконов и знаки зодиака.
Китайский театр был открыт 13 июня 1779 года представлением новой оперы придворного композитора Джованни Паизиелло, «Дмитрий Артаксеркс». Следом был поставлен его же «Идол китайский». Именно Паизиелло служил основным поставщиком театрального репертуара при Екатерине II. После её смерти жизнь в театре замерла, и только в 1893 году здесь состоялась мировая премьера пьесы Л. Н. Толстого «Плоды просвещения».
При дворе последнего императора наблюдалось возрождение интереса к старинному театру. В 1902 году здесь были даны спектакли для посещавшего Россию с визитом французского президента Эмиля Лубе. Великий князь Константин Константинович с гвардейскими офицерами играл на этой сцене в «Принцессе Грезе». Реконструкция сцены, предпринятая под надзором С. А. Данини в 1908—1909 годах, позволила осуществлять в театре более масштабные постановки, в том числе и в холодное время года — архитектор заменил деревянные конструкции металлическими, сделал железный занавес и обновил лестницы.
Основной объём театра был трёхъярусным, к нему примыкали двухэтажный вестибюль и двухэтажные симметричные пристройки для гардероба и комнат артистов. У окон были стрельчатые перемычки.

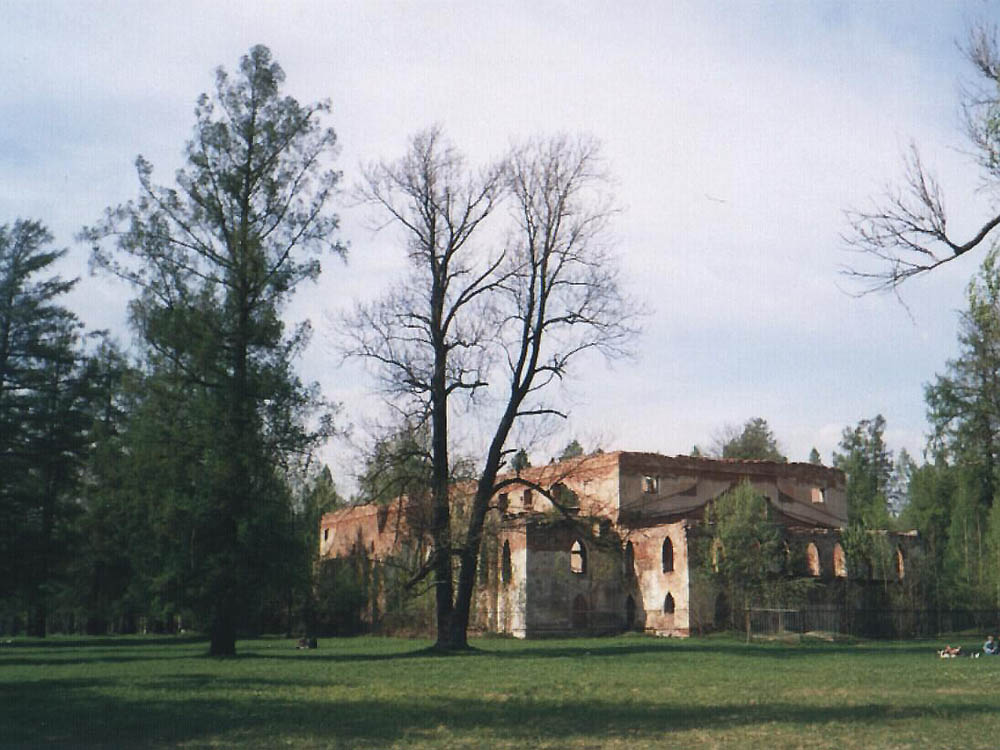
Китайский театр в начале XXI века

В 1914—1930 годах Китайский театр пустовал. Сгорел во время обстрела города 15 сентября 1941 года и с тех пор не восстанавливался.
С 2017 года ведутся предпроектные работы для восстановления внешнего облика здания. Полное воссоздание отделки интерьеров не планируется, вместо этого предложено разместить здесь депозитарий (хранилище и экспозицию) музейных коллекций и зал для массовых мероприятий (концертов, лекций и т. д.).
В 2021—2022 годах ООО «РСК „Сфера 21 век“» за счет средств федерального бюджета выполнены первоочередные противоаварийные работы.